# Mantisräkor

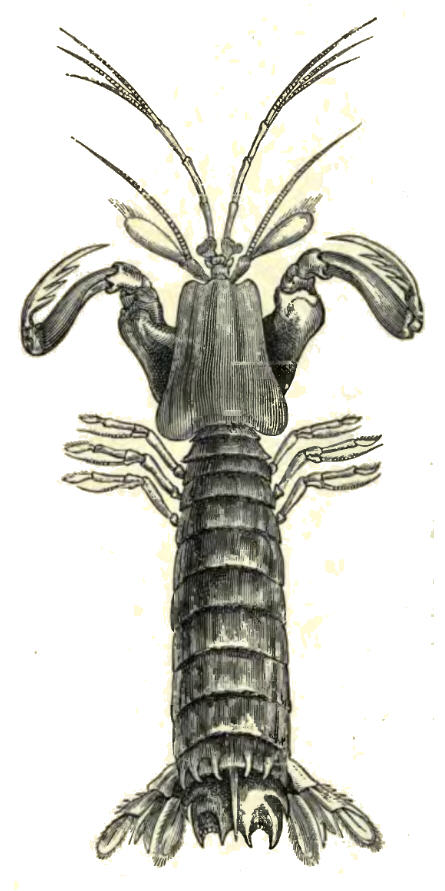
Teckning av mantisräka från 1896.

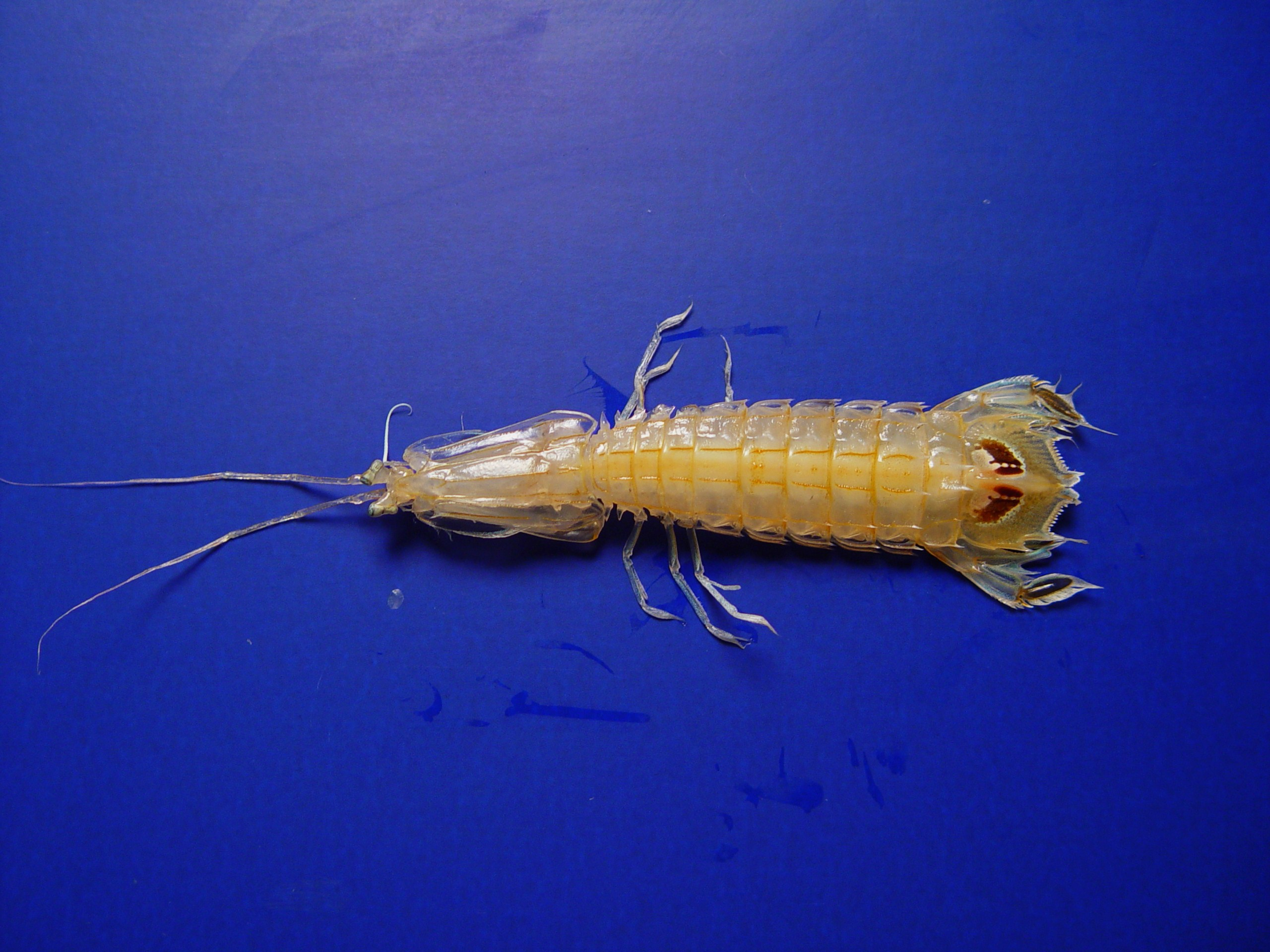
Mantisräkan Squilla chydaea från Mexikanska golfen.

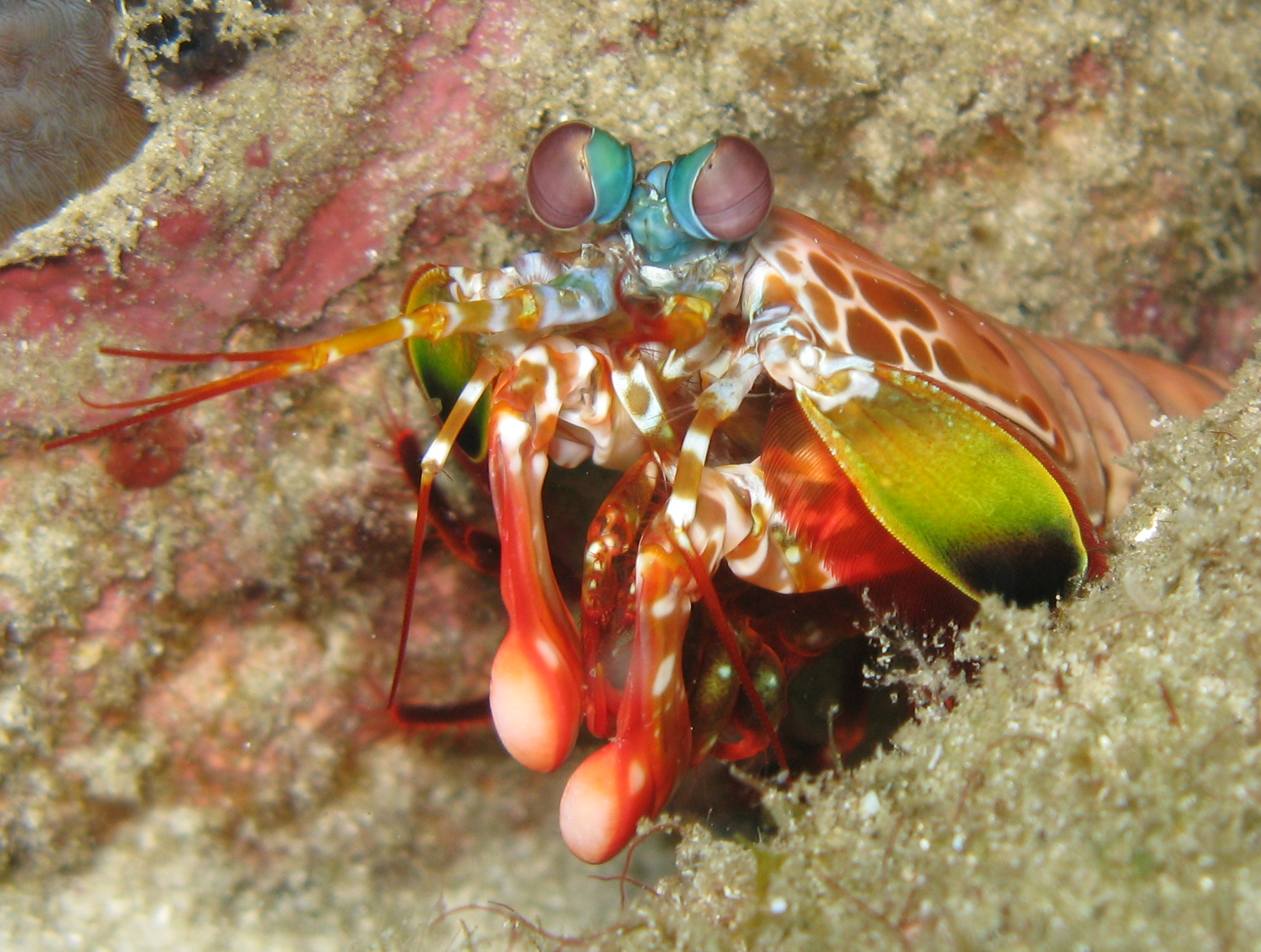
Stomatopoder kan vara mycket färgrika. Odontodactylus scyllarus i Andamansjön utanför Thailand, en "klubbare". Lägg märke till klubborna.

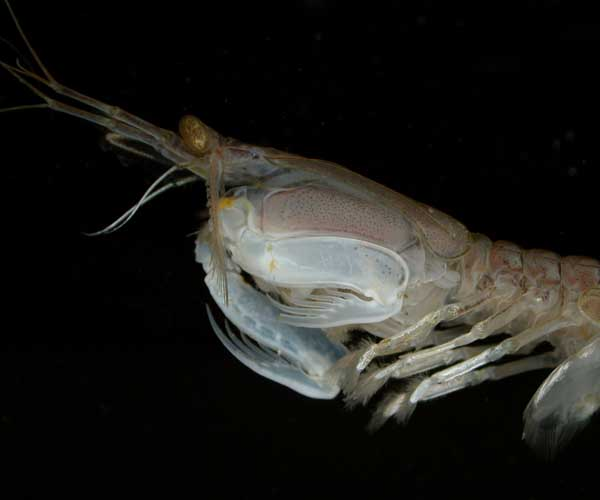
Squilla mantis är en "stickare".

Mantisräkor eller bönsyrseräkor (Stomatopoda) är en ordning bland kräftdjuren. De är storvuxna kräftdjur, upp till 30 cm, rovdjur, som lever på botten i grunda, varma hav och ofta håller till bland stenar och koraller eller gräver hålor. Många har starka färger och de är kända för mycket välutvecklat synsinne. Stomatopoda hör till underklassen Hoplocarida bland storkräftorna, Malacostraca (de är alltså inga räkor). Dessa grupper behandlas också här. I världen finns ca 400 arter. Inga arter finns i svenska eller norska vatten.

## Byggnad
Mantisräkorna kan ha en oansenlig brunaktig färg (som Squilla mantis) eller starka lysande färger. Kroppen är långsträckt, ända upp till 30 cm. Ryggskölden (carapax) täcker bara bakre delen av huvudet och de tre första mellankroppssegmenten.
Första benparet är ett borstförsett putsorgan. Andra paret (maxillipeder) har väldiga klubbor hos "klubbarna". Klubborna är förstärkta med kristaller av hydroxiapatit och biopolymeren chitosan. Fångstarmarna hålls sammanvikta under kroppen som hos en bönsyrsa, därav namnet (Mantis religiosa = bönsyrsa). De tre följande benparen är fångstben med taggar, som kan hålla fast bytet. Därefter följer tre par gångben (thorakopoder) och fem par simben (pleopoder).

## Synsinne
Stomatopoderna har extremt välutvecklad syn. De har komplexögon med upp till 10 000 specialiserade delögon (ommatidier). Ögat är tredelat och har i mitten ett band av specialiserade, färgkänsliga ommatidier, medan övre och undre delen uppfattar form och rörelse. Färgseendet är mycket avancerat. De har ett stort antal färgreceptorer och kan se upp till 12 färgkanaler (jfr människans tre), s.k. hyperspektralt seende, och de uppfattar även ultraviolett, men de verkar inte vara känsliga för infraröd strålning. De kan se polariserat ljus och bedöma polarisationsplanet, och vissa arter har också visats se cirkulärpolariserat ljus. Varje enskilt öga har också djupseende. Ögonen är skaftade och rörliga. Ögonen är troligen de mest komplicerade i djurriket.
Det välutvecklade synsinnet har betydelse för att urskilja olika bytesdjur och rovdjur samt olika slags koraller. De aktiva jagandet kräver djupseende för exakt bedömning av avstånd. Eftersom många arter med särskilt god syn också har starka färger kan det tänkas att sexuell selektion har bidragit, liksom till påfågelns fjäderdräkt.

## Ekologi och jaktmetoder
Stomatopoderna är aggressiva och solitära djur som mest gömmer sig bland stenar eller gräver gångsystem i havsbotten. Där lurar de på byte och kan även jaga och döda dessa. De lämnar sällan sina bon. De kan vara nattaktiva eller dagaktiva, beroende på art. De flesta lever i tropiska eller subtropiska hav, men några i tempererade hav. 
Den kanske mest kända arten, Squilla mantis (20 cm) förekommer i Medelhavet, där den fiskas kommersiellt, samt längs östra Atlantkusten från Spaniens sydkust till Angola. Den gräver gångar i mjukbotten.
Sättet att jaga och klornas byggnad delar upp stomatopoderna i två grupper, på engelska "spearers" och "smashers", vilket kanske kan översättas "stickare" och "klubbare". "Stickarna" har smala, spetsiga klor som används för att sticka bytet. "Klubbarna" har en klubbformigt utvidgad klo med vilken de slår eller krossar bytet. Den kan även ha en vass egg som kan skada ett simmande byte. Med dessa vapen kan de svårt skada bytesdjur som är betydligt större än de själva.
De kan röra sina beväpnade klor med oerhörd fart: studier har visat att "klubbare" kan slå sin klubba med accelerationen 10 400 g till 23 m/s från stillastående, vilket ger en kraft av 1500 newton då den träffar målet. Dessutom alstrar rörelsen kavitationsbubblor i vattnet som ökar slagkraften, och tryckvågen kan skada bytet även om slaget missar. Härvid uppstår också ett mycket svagt ljus, sonoluminiscens, osynligt för blotta ögat, samt kortvarigt temperaturer på flera tusen kelvin. Detta är troligen en bieffekt utan biologisk betydelse.
"Klubbare" använder denna taktik för att angripa snäckor, ostron och andra mollusker samt krabbor och krossa deras skal (filmklipp). "Stickare" föredrar mjukare bytesdjur, t.ex. fiskar, som de lätt styckar.

## Beteende
Mantisräkor lever territoriellt och är förvånande intelligenta jämfört med andra kräftdjur. De är långlivade och många har komplicerat socialt beteende och försvarar t.ex. sitt revir mot rivaler. De utför ritualiserade slagsmål och signalerar till varandra med vimpelliknande utskott på huvudet, vilket hindrar allvarliga skador vid revirstrider. Deras fluorescens signalerar också till individer av samma och kanske andra arter. De har gott minne och inlärningsförmåga och kan känna igen andra individer i grannskapet på lukt och utseende.
Parningen sker bara vid vissa faser i tidvattenscykeln, och därför har djuren nytta av att kunna bedöma månens faser, vilket den goda synen möjliggör. Detta ger också information om tidvattnet, vilket är viktigt för arter som lever i grunt vatten nära stränderna. Vid parningen kan djuren fluorescera aktivt, och detta ljus har våglängder som uppfattas särskilt bra av ögats pigment. 
Mantisräkorna förflyttar sig vanligen på samma sätt som t.ex. en hummer, men en art kan rulla ihop sig och rulla som ett hjul. 

## Fortplantning
Stomatopoderna är alltid skildkönade. De kan ha 20-30 fortplantningsperioder under sin livstid. Äggen läggs antingen i gångar eller bärs av honan, beroende på art. Honan lägger upp till 50 000 ägg.
Hos somliga arter träffas hane och hona bara vid parningen, hos andra lever de i långvariga monogama förhållanden, ända upp till 20 år. Hos dessa delar makarna boning och samordnar sina aktiviteter, och båda tar hand om äggen, eller honan skyddar och bär äggen upp till 10 veckor medan hanen jagar. Från äggen kläcks genomskinliga larver med välutvecklade extremiteter. Larverna lever upp till tre månader som plankton, innan de blir bottenlevande. 

## Systematik
Klassen storkräftor (Malacostraca) indelas i tre underklasser, Eucarida med lysräkor och tiofotade kräftdjur, Phyllocarida med t.ex. Nebalia, samt Hoplocarida med mantisräkor.
Underklassen Hoplocarida innehåller bara en nu levande ordning, Stomatopoda. Dessutom finns två utdöda ordningar från Paleozoikum.
Stomatopoda har en enda underordning, Unipeltata, med sju överfamiljer och åtskilliga familjer. Omkring 400 arter är beskrivna.

## Mantisräkor som mat
I Medelhavsländerna är Squilla mantis vanlig som mat, särskilt längs Adriatiska havets kuster (canocchia) och vid Cádizbukten i Spanien (galera).
I det japanska köket äts mantisräkor kokta med sushi eller någon gång råa som sashimi. I Vietnam, där djuren är vanliga, äts de ångkokta, kokta, grillade eller torkade med olika kryddor. I kantonesisk matlagning används de stekta med vitlök och peppar, och de äts också på Filippinerna. Smaken liknar hummerns.

## Mantisräkor i akvarier
Stomatopoder hålls ibland i saltvattensakvarier för sitt utseende och sitt intressanta levnadssätt. De kan dock göra skada genom att gräva i eller slå sönder koraller, och äta upp fiskar, små kräftdjur och koralldjur. De är mycket svåra att infånga i ett akvarium. Det finns fall beskrivna där "klubbare" har slagit sönder akvariets glasruta. 